# گفت‌وگو (داستان)

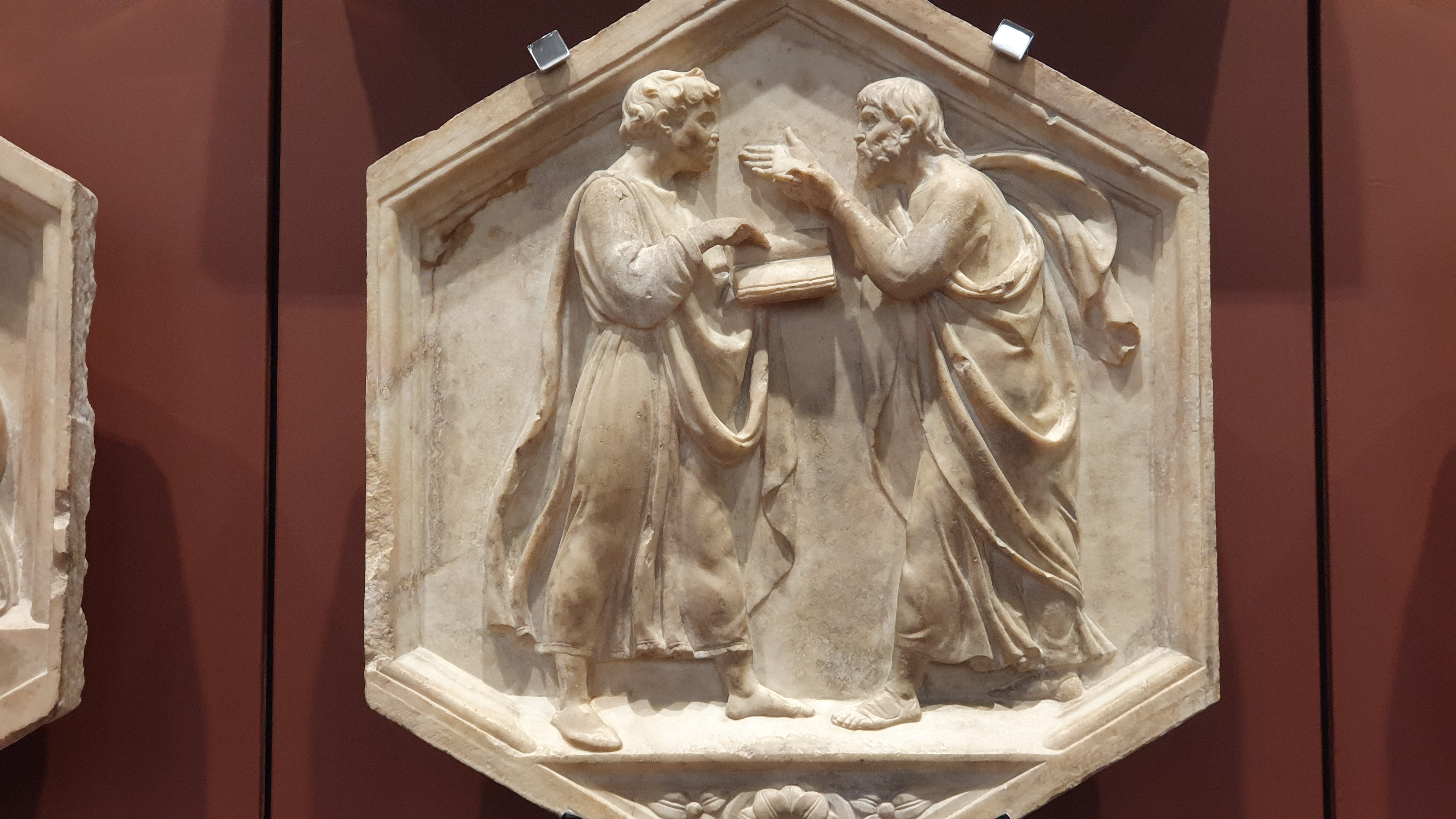
افلاطون و ارسطو: دیالکتیک اثر لوکا دلا روبیا (موزه اپرا دل دومو-فلورانس)

همگویی یا گفت‌وگو یا دیالوگ در مورد داستان، فیلم و نمایشنامه، یعنی همان گفتگوهای شخصیت‌ها در روایت که تابع ریزه کاری‌ها و قواعد مربوط به خود است. دیالوگ (همگویی) در مقابل مونولوگ (تک‌گویی) است.
در یک داستان، محتوای گفتگوها مستقیماً مربوط به موضوع صحبت می‌باشد. البته می‌شود در آن به گذشته هم اشاره کرد، اما به‌طور مختصر. وقتی منظور نویسنده از گفتگو نه صحبت، بلکه کاشتن نهال اطلاعات باشد، گفتگو دیگر باور کردنی نخواهد بود. چرا که خواننده به جای اینکه صحبت اشخاص را بشنود اطلاعات را می‌بیند. در رمان نو گفتگو پیچیده‌تر از رمان‌های سنتی شده و انواع جدیدی از دیالوگ پدید آمده‌است.

## اهمیت دیالوگ
در رمان و سینما، دیالوگ است که جریان اصلی روایت را پیش می‌برد، نه مونولوگ. به همین دلیل، آثار داستانی اغلب با تعاملات شخصیت‌ها و گفتگوهای آن‌ها تعریف می‌شوند و به راحتی با مخاطب عام ارتباط برقرار می‌کنند.

## دیالوگ در سینما
گفت‌وگو، بی‌شک یکی از ساده‌ترین و در عین حال تأثیرگذارترین ابزارهایی است که فیلمسازان برای برقراری ارتباط با مخاطبان خود از آن استفاده می‌کنند. کلماتی که شخصیت‌ها بر زبان می‌آورند، به طور مستقیم به احساسات، افکار و انگیزه‌های آن‌ها پیوند می‌خورند و به مخاطب این امکان را می‌دهند تا به دنیای داستان و شخصیت‌ها نزدیک‌تر شود.